# Видродження (Днепропетровская область)
Видродження (укр. Відродження) — село,
Дмитровский сельский совет,
Петропавловский район,
Днепропетровская область,
Украина.
Код КОАТУУ — 1223881503. Население по переписи 2001 года составляло 93 человека.

## Географическое положение
Село Видродження находится на правом берегу реки Чаплина,
выше по течению примыкает село Дачное (Васильковский район),
ниже по течению примыкает село Николаевка (Васильковский район).
Река в этом месте пересыхает, на ней сделано несколько запруд.
Рядом проходит автомобильная дорога Т-0427.